# لیرکک
لیرکک، روستایی از توابع بخش مرکزی شهرستان کهگیلویه در استان کهگیلویه و بویراحمد ایران است.
این روستا در دهستان دشمن زیاری (کهگیلویه) قرار دارد و براساس سرشماری مرکز آمار ایران ، جمعیت آن 720 نفر (130 خانوار) بوده است.مردم این روستا از ایل سترگ دشمن زیاری و از طائفه الیاسی می باشند. این روستا به دو قسمت روستای قدیم (بافت قدیمی روستا) و روستای جدید (بافت جدید روستا تاُسیس سال 1372) می باشد. لیرکک دشمن زیاری به واسطه طبیعت بکر و آب و هوای مطلوب از دیدنی ترین گردشگاه های پایتخت طبیعت ایران استان کهگیلویه و بویراحمد می باشد. وجود سه رودخانه پر آب و دائمی مارون ، جن و چاروسا این روستا را به شبه جزیره ای مبدل کرده که باعث رونق کشاورزی از جمله کاشت برنج چمپا و درختان مرکبات شده است.

## جغرافیا و جمعیت
این روستا در دهستان دشمن‌زیاری (کهگیلویه) قرار دارد و براساس سرشماری مرکز آمار ایران در سال1395، جمعیت آن 730 نفر (130خانوار) بوده‌است.
- تصاویر روستای لیرکک دشمن زیاری
- پرونده:لیرکک_دشمن_زیاری.jpg
- پرونده:1637615404745_copy_1024x1816.jpgمسابقات چوکلی
- پرونده:رودخانه_جن.png
- پرونده:LIRCAK3.png
- پرونده:رودخانه_جن_روستای_لیرکک.png
- پرونده:LIRCAK2.pngفصل پاییذ